# إديث إربي جونز
إديث إيربي جونز (بالإنجليزية: Edith Irby Jones)‏ (23 ديسمبر 1927 - 15 يوليو 2019)، طبيبة أمريكية كانت أول أمريكية أفريقية تُقبل بصفتها طالبة غير مفصولة عنصريًا في جامعة أركنساس في كلية الطب، وأول طالبة سوداء تحضر الدروس المختلطة عرقيًا في جنوب الولايات المتحدة. وأول أمريكية أفريقية تتخرج في كلية الطب الجنوبية، وأول أمريكية سوداء تدخل ولاية أركنساس، وأول سوداء تلتحق بكلية بايلور للطب. كانت جونز أول امرأة تترأس الجمعية الطبية الوطنية. حصلت على العديد من التكريمات، مثل إدراجها ضمن كل من قاعة مشاهير كلية الطب في جامعة أركنساس والمجموعة الافتتاحية للنساء المدرجات في قاعة مشاهير أركنساس.

## حياتها المهنية
عادت جونز بعد تخرجها إلى هوت سبرنغز، وعملت في الطب هناك ست سنوات. عندما لفتت أزمة الطلاب التسعة من مدرسة ليتل روك في أركنساس النظر وبدأت الصحف تسلط الضوء عليها في عام 1959، انتقل الطلاب إلى هيوستن، تكساس، حيث قُبلت جونز بصفتها أول امرأة سوداء تدخل كلية بايلور للطب التابعة للمستشفيات. نتيجة فصل الموظفين من المستشفى وتحديد قوائم المرضى في تكساس، أنهت آخر ثلاثة أشهر من فترة التخصص في الطب من مستشفى فريمان في واشنطن العاصمة، ثم أسست عيادة خاصة في «الجناح الثالث» لهيوستن -وهو جزء من المدينة الداخلية من هيوستن- لمساعدة الذين لا يحظون بالرعاية في أماكن أخرى. ترأست قسم القلب في مستشفى سانت إليزابيث في هيوستن في نفس السنة. وأصبحت أيضًا مساعدة رئيس الطب في مستشفى ريفرسايد العام. نُصّبت في عام 1963 برتبة أستاذ طبي مساعد في كلية بايلور للطب. مواصِلةً تعليمها، أتمت جونز تعليمها في مدرسة الطب في جامعة فرجينيا الغربية في عام 1965 ومدرسة خريجي الطب كوك كاونتي في شيكاغو في عام 1966. كرمها فرع هيوستن ثيتا سيغما في جمعية المرأة في الاتصالات بجائزة ماتركس للطب في عام 1969.
انتُخبت جونز في عام 1964 لتكون نائبًا ثانيًا لرئيس الجمعية الطبية الوطنية (إن إم إيه). أصبحت في عام 1975 أول امرأة تترأس مجلس الجمعية العلمية للجمعية الطبية الوطنية، وبعد مرور عقد، انتُخبت لتكون أول امرأة تترأس المنظمة.

## الجوائز والأوسمة والتقدير
أعلنت مدينة هيوستن في عام 1986 يوم إديث إيربي جونز، وتوّجتها كلية الأطباء الأمريكية في عام 1988 بلقب طبيب السنة الباطني. كانت واحدة من مؤسسي مستشفى ميرسي في هيوستن وواحدة من 12 طبيبًا مالكًا ومطورًا لمستشفى بارك بلازا. بالإضافة إلى ذلك، كانت عضوًا مؤسسًا في المجموعة، إذ شكّلت فريق أطباء لحقوق الإنسان. أشرفت جونز أيضًا على المقيمين في جامعة تكساس في مركز العلوم الصحية، وكانت نشيطة في مجالس تنظيم الأسرة والمنطقة التعليمية المستقلة للمدارس في هيوستن.
تلقت جونز العديد من الجوائز والأوسمة على مدى حياتها المهنية تقديرًا لأعمالها التطوعية وتفانيها في العمل، تضمن هذا التقدير دكتوراه فخرية من كلية ميسوري فالي (1988) وكلية ميري هولمز (1989) وكلية ليندينوود (1991) وكلية نوكسفيل (1992). أعاد مستشفى ميموريال الجنوبي الشرقي تسمية مركزه المتنقل تكريمًا لها (1998). حصلت في عام 2001 على جائزة أوسكار إدوارد التذكارية للعمل التطوعي والخدمة المجتمعية من كلية الأطباء الأمريكية، وأُدرجت في صالة مشاهير كلية الطب في جامعة أركنساس (2004). رشّحت شيلا جاكسون لي (عضو الكونغرس الأميركي) جونز بصفتها أسطورة محلية للمكتبة الوطنية للطب. كانت ضمن الفئة الافتتاحية من النساء المدعوات إلى قاعة أركنساس للمشاهير في عام 2015، وحظيت بإشادة من مجلس نواب ولاية تكساس تقديرًا لخدماتها في نفس العام. سُمي مستشفيان دوليان على اسمها: عيادة د. إديث إيربي جونز في فايدورويل، هاييتي الذي ساعدت في تأسيسه في عام 1991، وعيادة د. إديث إيربي جونز للطوارئ في فيراكروز، المكسيك.